# SK Vard Haugesund
El Sportsklubben Vard Haugesund es un equipo de fútbol de Noruega que milita en la 2. divisjon, la tercera liga del país.

## Historia
Fue fundado en el año 1916 en la ciudad de Haugesund y es el segundo equipo de la ciudad por detrás del FK Haugesund, el cual actualmente juega en la Tippeligaen, primera división de Noruega.
Su historia muestra que ha sido finalista de la Copa de Noruega en 2 ocasiones, en 1962 y 1975, perdiendo en ambas.

## Palmarés
- Fair Play ligaen: 1

2012
- Copa de Noruega: 0
  - Finalista: 2

1962, 1975